# Convoluta hipparchia
Convoluta hipparchia är en plattmaskart som beskrevs av Pereyaslawzewa 1892. Convoluta hipparchia ingår i släktet Convoluta och familjen Convolutidae. Inga underarter finns listade i Catalogue of Life.